# Isola di Signy
L'isola di Signy è un'isola dell'arcipelago delle Orcadi Meridionali, in Antartide. Il suo nome è dovuto al baleniere norvegese Petter Sørlle, che la chiamò come la moglie Signy Therese.
L'isola è lunga circa 6,5 km e larga 5 km e raggiunge un'elevazione massima di 288 m s.l.m. La temperatura media va dagli 0 ai -10 °C in inverno, con estremi che possono toccare i 12 e i -44 °C.
Lo stretto di Normanna separa Signy dall'Isola dell'Incoronazione, la principale delle Orcadi Meridionali.

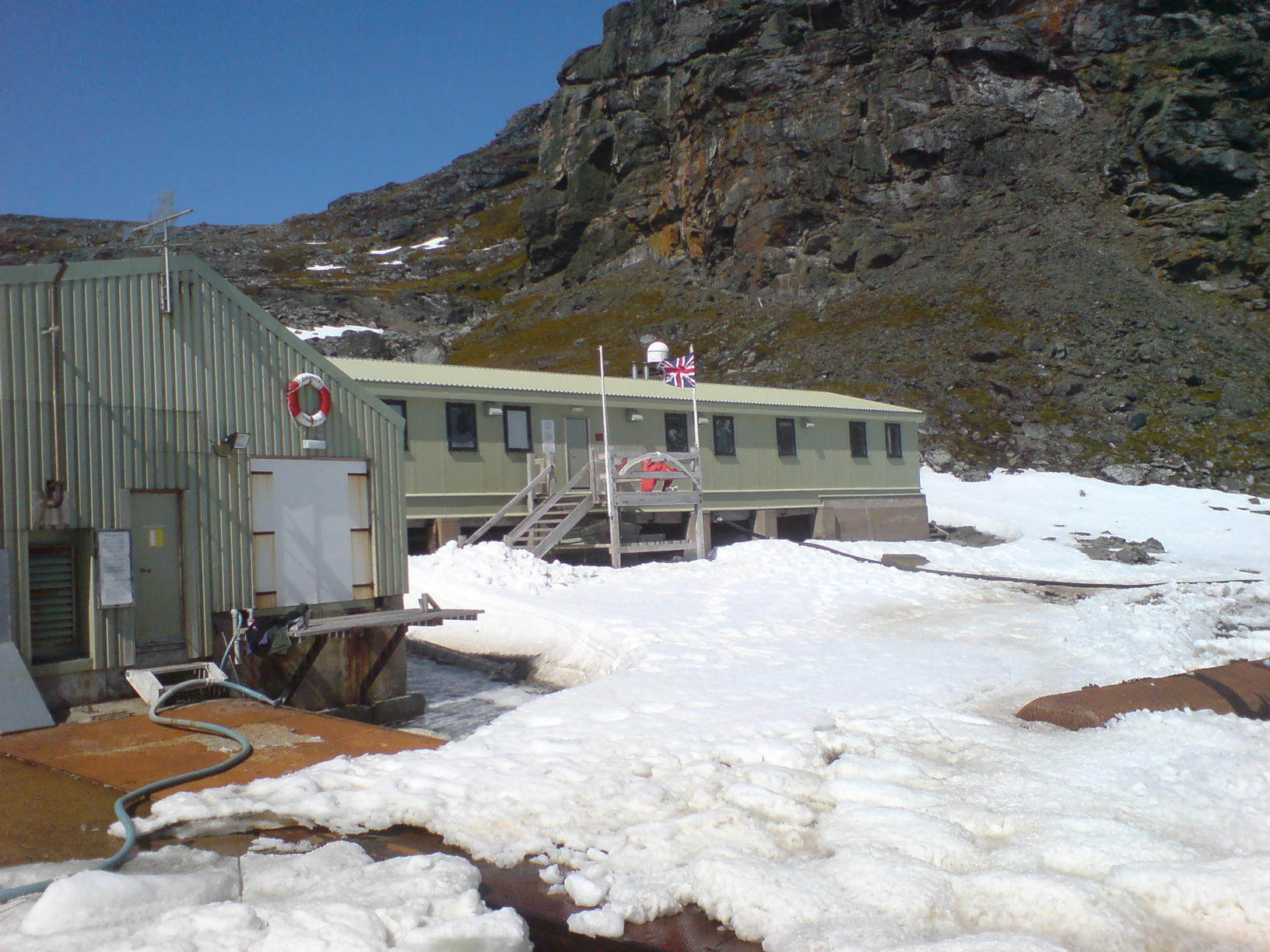
La Base Signy.

Sull'isola di Signy ha sede l'omonima base scientifica, gestita dalla British Antarctic Survey.

## Fauna
L'isola è identificata come Important Bird and Biodiversity Area da BirdLife International per la presenza di grandi colonie di uccelli marini. Le specie per le quali l'isola è considerata di grande importanza per la conservazione sono l'ossifraga del sud, l'uccello delle tempeste di Wilson, il cormorano imperiale e lo stercorario antartico. Altre specie presenti sull'isola sono il pigoscelide antartico, il pinguino di Adelia, il pinguino Papua, il prione antartico, lo stercorario di McCormick, il petrello delle nevi, la procellaria del capo, l'uccello delle tempeste pancianera, il chione bianco, lo zafferano meridionale e la sterna antartica.
L'isola presenta anche gruppi di otaria orsina antartica, mentre in inverno la banchisa che si forma intorno all'isola è zona di riproduzione della foca di Weddell.